# Phrudocentra janeira
Phrudocentra janeira är en fjärilsart som beskrevs av William Schaus 1897. Phrudocentra janeira ingår i släktet Phrudocentra och familjen mätare. Inga underarter finns listade i Catalogue of Life.